# Shanghai Airlines
Shanghai Airlines (in cinese: 上海航空公司) è una compagnia aerea con sede a Shanghai. È una consociata interamente controllata da China Eastern Airlines, ma le sue operazioni sono rimaste separate a seguito della fusione, mantenendo il suo marchio e la sua livrea distinti. Shanghai Airlines opera servizi nazionali e internazionali. Il logo è una gru bianca su sfondo rosso. La compagnia aerea opera voli dall'aeroporto Internazionale di Shanghai-Pudong e dall'aeroporto Internazionale di Shanghai-Hongqiao a Shanghai. È un membro affiliato dell'alleanza SkyTeam con la sua società madre China Eastern Airlines, che è un membro a pieno titolo dell'alleanza.

## Storia
Shanghai Airlines è stata fondata nel 1985. È la prima compagnia aerea commerciale cinese finanziata dal governo municipale di Shanghai e dalle imprese locali di Shanghai. La compagnia era inizialmente limitata ai voli nazionali, ma ha iniziato ad operare servizi internazionali dal 1997.
Alla fine del 2002, Shanghai Airlines è stata quotata con successo alla Borsa di Shanghai, il che le ha consentito di alimentare la sua ulteriore espansione. Nel 2006 è stata fondata la filiale cargo della compagnia aerea.
Il 12 dicembre 2007, Shanghai Airlines è stata ufficialmente accolta come il 19° membro di Star Alliance, che ha consolidato la presenza dell'alleanza nel mercato di Shanghai.
L'11 giugno 2009 è stato annunciato che Shanghai Airlines si sarebbe fusa con China Eastern Airlines. La fusione delle due compagnie aeree avrebbe dovuto ridurre l'eccessiva concorrenza tra i due vettori con sede a Shanghai e consentire loro di competere in modo più efficace con i rivali nazionali Air China e China Southern Airlines. Mirava anche a consolidare lo status di Shanghai come hub internazionale dell'aviazione.
Nel febbraio 2010 la fusione è stata completata. Shanghai Airlines è stata rimossa dalla lista della borsa di Shanghai ed è diventata una consociata interamente controllata da China Eastern Airlines. La nuova compagnia aerea combinata dovrebbe detenere oltre la metà della quota di mercato a Shanghai. Prima della fusione aveva sede nel distretto di Jing'an.
A seguito della fusione con China Eastern Airlines, Shanghai Airlines ha raggiunto un accordo con Star Alliance per terminare la sua adesione. Il 1º novembre 2010, la compagnia aerea ha ufficialmente lasciato la Star Alliance e ha annunciato la sua intenzione di entrare a far parte della società madre in SkyTeam. Shanghai Airlines ha anche mantenuto la propria divisione cargo, Shanghai Airlines Cargo, che è stata fusa in China Cargo Airlines.

## Flotta

### Flotta attuale
A gennaio 2024 la flotta di Shanghai Airlines è così composta:

### Flotta storica
Shanghai Airlines operava in precedenza con i seguenti aeromobili: